# Maliyuru, Tirumakudal Narsipur
Maliyuru là một làng thuộc tehsil Tirumakudal Narsipur, huyện Mysore, bang Karnataka, Ấn Độ.